# Osvald (priimek)
Osvald je priimek več znanih Slovencev: 
- Osvald, pokrajinski škof v Karantaniji
- Bernard Osvald, IT?-gospodarstvenik
- Darinka Kolar Osvald, umetnostna zgodovinarka, kustodinja in vodja Muzeja slovenske policije
- Jože Osvald (*1943), agronom, vrtnar, univ. prof.
- Marija Osvald (Marinka, r. Kogoj), vrtnarka
- Monika Osvald (*1972), umetnostna zgodovinarka in pedagoginja